# Selfie (série télévisée)
Pour les articles homonymes, voir Selfie (homonymie).
Selfie est une série télévisée américaine en treize épisodes de 22 minutes créée par Emily Kapnek et dont sept épisodes ont été diffusés entre le 30 septembre, et le 11 novembre 2014 sur le réseau ABC puis les épisodes restant sur le service de vidéo à la demande Hulu entre le 26 novembre et le 30 décembre 2014.
La série est librement inspirée de la comédie musicale My Fair Lady, elle-même inspirée de la pièce Pygmalion.
Elle est inédite dans tous les pays francophones.

## Synopsis
La série suit Eliza Dooley, une jeune fille narcissique et superficielle obsédée par son statut de célébrité sur les réseaux sociaux, notamment sur Instagram où elle est connue pour ses nombreux selfies. Mais après une rupture humiliante et publique, elle se rend compte qu'elle a besoin de trouver des vrais amis au lieu de les collectionner en ligne. Eliza demande donc de l'aide à Henry Higgs, l'un des experts en marketing de son bureau, pour l'aider à redorer son image dans le monde réel.

## Distribution

### Acteurs principaux
|                                                             |  |  |
| John Cho et Karen Gillan jouent les personnages principaux. |  |  |

- Karen Gillan : Eliza Dooley (inspirée d'Eliza Doolittle)
- John Cho : Henry Higgs (inspiré d'Henry Higgins)
- Da'Vine Joy Randolph : Charmonique Whitaker
- Allyn Rachel (en) : Bryn
- David Harewood : Sam Saperstein

### Acteurs récurrents
- Giacomo Gianniotti : Freddy (inspiré de Freddy Eynsford-Hill, 10 épisodes)
- Brian Huskey (en) : Larry (9 épisodes)
- Matty Cardarople : Charlie (8 épisodes)
- Jennifer Hasty : Joan (8 épisodes)
- Patty Troisi : Linda (7 épisodes)
- Allison Miller : Julia Howser (5 épisodes)
- Samm Levine : Terrance (5 épisodes)
- Nikhil Pai : Raj (5 épisodes)
- Kelsey Ford : Prue (4 épisodes)
- Cam Caddell : Eliza jeune (4 épisodes)
- Colleen Smith : Wren (4 épisodes)
- Keith L. Williams : Kevin (4 épisodes)
- Sapir Azulay : Thistle (4 épisodes)

### Invités
- Hayley Marie Norman (en) : Maureen Saperstein (épisodes 1 et 5)
- Natasha Henstridge : Yazmin Saperstein (épisodes 1, 5 et 6)
- Amanda Jane Cooper : Eyelet (épisodes 1, 2 et 11)
- Gillian Vigman : Carol-June (épisode 1)
- Tim Peper (en) : Ethan Chase (épisode 1)
- Blake Hood (en) : Miller (épisode 1)
- Vernee Watson-Johnson : Denise (épisode 2)
- Ellen Woglom : Olivia (épisode 2)
- Amanda Foreman : Nancy (épisode 3)
- Todd Louiso (en) : Scott (épisode 3)
- Amber Rose : Fit Brit (épisode 4)
- Isaiah Mustafa : Mitchell McMoney (épisode 4)
- Joel Swetow : Keynote Speaker (épisode 7)
- Ron Funches : Wayne (épisode 8)
- Blues Traveler : eux-mêmes (épisode 8)
- Tricia O'Kelley (en) : Maisy (épisode 9)
- Larry Poindexter (en) : Brandon (épisode 9)
- Mark Proksch (en) : Waiter (épisode 9)
- Alex Boling : Clerk (épisode 11)
- Stephanie Koenig : Bethany (épisode 12)
- Julianna Guill : Corynn McWatters (épisode 13)
- Nik Dodani : Bookstore Employee (épisode 13)

## Développement

### Production
Le projet d'Emily Kapnek (en) a débuté en octobre 2013, et un pilote a été commandé fin janvier 2014.
Le casting principal début le mois suivant, dans cet ordre : Karen Gillan, Tim Peper (en) et Da'Vine Joy Randolph, Allyn Rachel (en), David Harewood et John Cho, ainsi que Natasha Henstridge dans un rôle récurrent.
Le 8 mai 2014, le réseau ABC annonce avoir commandé une première saison de treize épisodes pour la nouvelle série de la créatrice de Suburgatory, et cinq jours plus tard lors des Upfronts, annonce que la série sera diffusée à l'automne dans la case du mardi à 20 h.
Le 20 août 2014, la chaîne diffuse le pilote de la série en avant-première sur les réseaux sociaux, puis la série est officiellement lancée le 30 septembre 2014.
Entretemps, la production ajoute quelques invités, dont Giacomo Gianniotti, Brian Huskey (en), Jennifer Hasty, Samm Levine et Allison Miller.
Le 15 octobre 2014, ABC commande trois scripts supplémentaires pour la série.
Le 7 novembre 2014, la série est annulée à cause des mauvaises audiences, mais la chaîne annonce que tous les épisodes produits seront diffusés. Finalement, le 13 novembre, ABC retire la série de sa grille pour la remplacer par des émissions spéciale pour Noël et des rediffusions de Shark Tank.
Le 24 novembre, la créatrice de la série, Emily Kapnek, annonce que les épisodes restant seront diffusés sur le service de vidéo à la demande Hulu à partir du 26 novembre 2014 au rythme d'un épisode par semaine,.

### Tournage
La série a été tournée au studio Warner Brothers Burbank Studios à Los Angeles, Californie.

## Épisodes
| № | Titre                           | Réalisation          | Scénario                              | Première diffusion      | Audience (millions) |
| --- | ------------------------------- | -------------------- | ------------------------------------- | ----------------------- | ------------------- |
| 1 | Pilot                           | Julie Anne Robinson  | Emily Kapnek                          | 30 septembre 2014       | 5,31                |
| Après une rupture humiliante et publique dans un avion, Eliza Dooley, une jeune fille célèbre sur les réseaux sociaux grâce à ses selfies sur Instagram, se rend compte qu'elle a besoin de trouver des vrais amis au lieu de les collectionner en ligne. Elle demande donc l'aide de Henry Higgs, l'expert en marketing de son bureau, pour redorer son image dans le monde réel. |                                 |                      |                                       |                         |                     |
| 2 | Un-Tag My Heart                 | Phil Traill          | Amelie Gillette (en)                  | 7 octobre 2014          | 3,77                |
| Après que Henry lui ait fait remarquer qu'elle n'était pas bien vue au bureau, Eliza commence à se rendre compte que sa relation avec son collègue Freddy n'est pas parfaite et que ce dernier ne la considère que comme « plan cul. » Elle décide donc de se trouver une autre activité que le « sexe sur demande » et rejoint le club de lecture de Bryn. De son côté, Henry découvre Facebook. |                                 |                      |                                       |                         |                     |
| 3 | A Little Yelp from My Friends   | Alex Hardcastle (en) | Jessica O'Toole et Amy Rardin (en)    | 14 octobre 2014         | 3,44                |
| Au cours d'une réunion, Sam Saperstein demande à chaque employé de noter son voisin de table. Eliza reçoit une très mauvaise note d'une employée en froid avec elle, Joan. Elle décide de se rapprocher d'elle en cherchant des informations sur cette dernière via son compte Yelp. |                                 |                      |                                       |                         |                     |
| 4 | Nugget of Wisdom                | Alex Hardcastle      | Emily Kapnek                          | 21 octobre 2014         | 3,82                |
| Henry lance à Eliza le défi de faire quelque chose d'utile de son week-end et d'aider quelqu’un. Sur la demande de Charmonique, elle accepte de garder son fils pendant que cette dernière se rend à sa réunion d'anciens élèves pour reconquérir son amour de jeunesse. Pendant qu'elle garde le jeune garçon, Eliza tente de gagner un concours de popularité contre sa meilleure amie sur Instagram. |                                 |                      |                                       |                         |                     |
| 5 | Even Hell Has Two Bars          | Eric Appel (en)      | Brian Rubenstein                      | 4 novembre 2014         | 3,67                |
| Eliza et Henry passent le week-end dans la maison secondaire de la famille Saperstein, un ranch sans internet et réseau cellulaire. Henry pense pouvoir obtenir une promotion alors que Eliza ne pense qu'à se détendre et s'amuser. Note : Par souci de continuité (promotion de Terrance), l'épisode 6 a été produite avant l'épisode 5, inversés lors de leur diffusion sur ABC. |                                 |                      |                                       |                         |                     |
| 6 | Never Block Cookies             | Eric Appel           | Brian Rubenstein                      | 4 novembre 2014         | 3,23                |
| Eliza se rend compte que Henry est toujours sérieux, de mauvaise humeur et peu doué avec les femmes. Elle décide, avec l'aide de Charmonique, de se mêler de sa vie amoureuse. De son côté, Terrance essaye d'attirer l'attention de son beau-père, Sam Saperstein. |                                 |                      |                                       |                         |                     |
| 7 | Here's This Guy                 | Christine Gernon     | Brian Chamberlayne                    | 11 novembre 2014        | 3,25                |
| Henry commence à courtiser Julia, une pédiatre. Leur relation rend jalouse Eliza qui voudrait pouvoir passer plus de temps avec Henry. |                                 |                      |                                       |                         |                     |
| 8 | Traumatic Party Stress Disorder | Joe Nussbaum         | Sierra Teller Ornelas                 | 25 novembre 2014 (Hulu) |                     |
| Eliza offre à Henry des places pour le concert de son groupe favoris. Cela crée des tensions entre Henry et Julia car cette dernière se rend compte que Henry et elle ont quelques différences. |                                 |                      |                                       |                         |                     |
| 9 | Follow Through                  | Claire Scanlon       | Eric Ledgin                           | 2 décembre 2014         |                     |
| Eliza trouve une idée qui pourrait relancer les ventes de l'une des crèmes vendues par l'entreprise de Sam Saperstein, elle se rend aussi compte que sa relation avec Freddy devient sérieuse quand il l'invite à rencontrer ses parents. Henry subit les avances de l'une des amies de Bryn. |                                 |                      |                                       |                         |                     |
| 10 | Imperfect Harmony               | Elliot Hegarty       | Sarah Tapscott                        | 9 décembre 2014         |                     |
| Eliza avoue ses sentiments à Henry et essaye de découvrir si lui aussi éprouve la même chose pour elle, mais Henry est dans le déni et lors de la soirée karaoké de l'entreprise, il essaye de convaincre Eliza qu'elle s'imagine avoir des sentiments pour lui car elle a peur de sa relation de plus en plus sérieuse avec Freddy. |                                 |                      |                                       |                         |                     |
| 11 | Perestroika                     | Claire Scanlon       | Jessica O'Toole et Amy Rardin         | 16 décembre 2014        |                     |
| Depuis la soirée karaoké, Eliza essaye d'éviter Henry un maximum mais lorsqu'elle est temporairement mise à la porte de son appartement car elle ne paye pas ses factures, elle n'a pas d'autre choix que d'aller demander de l'aide à Henry. |                                 |                      |                                       |                         |                     |
| 12 | Stick in the Mud                | Danny Leiner         | Mathew Harawitz et Brian Rubenstein   | 23 décembre 2014        |                     |
| Eliza reçoit la visite de sa sœur, Bethany, avec qui elle pense être en rivalité depuis l'enfance. Cette dernière lui annonce qu'elle est enceinte. La course annuelle de la société se transforme en règlement de comptes entre Henry et Freddy. |                                 |                      |                                       |                         |                     |
| 13 | I Woke Up Like This             | Eric Appel           | Amelie Gillette et Brian Chamberlayne | 30 décembre 2014        |                     |
| Henry conseille à Eliza de se trouver un modèle féminin. Elle décide donc de s'inspirer de la peste de son lycée, Corynn McWatters. Mais Eliza va découvrir lors d'une séance de dédicace de Corynn que cette dernière lui a « volé » son passé difficile de lycéenne. Tout cela va aider Eliza à reprendre confiance en elle et elle va découvrir qu'elle ne doit pas avoir honte de son passé de lycéenne harcelée mais qu'elle doit être fière de s'en être sortie et d'avoir évolué. Charmonique demande à Henry d'aider son fils à apprendre à faire du skateboard. Henry commence à regretter de ne pas avoir révélé ses sentiments à Eliza. |                                 |                      |                                       |                         |                     |

## Accueil

### Critiques
La première et unique saison de la série a divisé la critique. Sur le site agrégateur de critiques Rotten Tomatoes, elle recueille 56 % de critiques positives, avec une note moyenne de 7,76/10 sur la base de 57 critiques collectées.
Le consensus critique établi par le site résume que la série permet d'offrir un peu de substances au très agaçant phénomène du narcissisme sur les réseaux sociaux.
Sur Metacritic, la saison obtient une note de 57/100 basée sur 24 critiques collectées.

### Audiences
Note : Le tableau des audiences ne prend en compte que les sept épisodes diffusés sur ABC. Les épisodes restant ont été diffusés sur Hulu, un service de streaming qui ne communique pas ses audiences.
| Saisons | Diffusion   | Nombre d'épisodes | Lancement         | Lancement       | Final            | Final           | Téléspectateurs (en moyenne) |
| Saisons | Diffusion   | Nombre d'épisodes | Date              | Téléspectateurs | Date             | Téléspectateurs | Téléspectateurs (en moyenne) |
| ------- | ----------- | ----------------- | ----------------- | --------------- | ---------------- | --------------- | ---------------------------- |
| 1       | Mardi, 20 h | 7                 | 30 septembre 2014 | 5,31 million    | 11 novembre 2014 | 3,25 million    | 3,78 million (7 épisodes)    |

## Distinctions
Sauf indication contraire, les informations mentionnées dans cette section peuvent être confirmées par la base de données cinématographiques IMDb,  présente dans la section « Liens externes ».

### Nomination
- People's Choice Awards 2015 : Nouvelle comédie TV préférée